# Jules Devaquez
Jules Devaquez, régulièrement orthographié à tort Jules Dewaquez, né le 9 mars 1899 à Paris 9e et décédé le 11 juin 1971 à Décines-Charpieu, est un footballeur international français.
Triple vainqueur de la Coupe de France de football, il compte 41 sélections en équipe de France, un record dont il est détenteur jusqu'au 22 janvier 1939, date à laquelle Étienne Mattler atteint 42 sélections.

## Biographie
Formé à l'Union sportive de Saint-Denis, « Julot » est un attaquant « râblé » (il mesure 1,69 m pour 74 kg) portant une petite moustache célèbre en son temps. Devaquez brille au poste d'ailier droit par sa vitesse, ses dribbles courts et sa frappe de balle. Malgré sa position d'ailier, il possédait également un jeu de tête remarquable. À une époque où le football français est encore amateur, Devaquez est dessinateur industriel de son état.

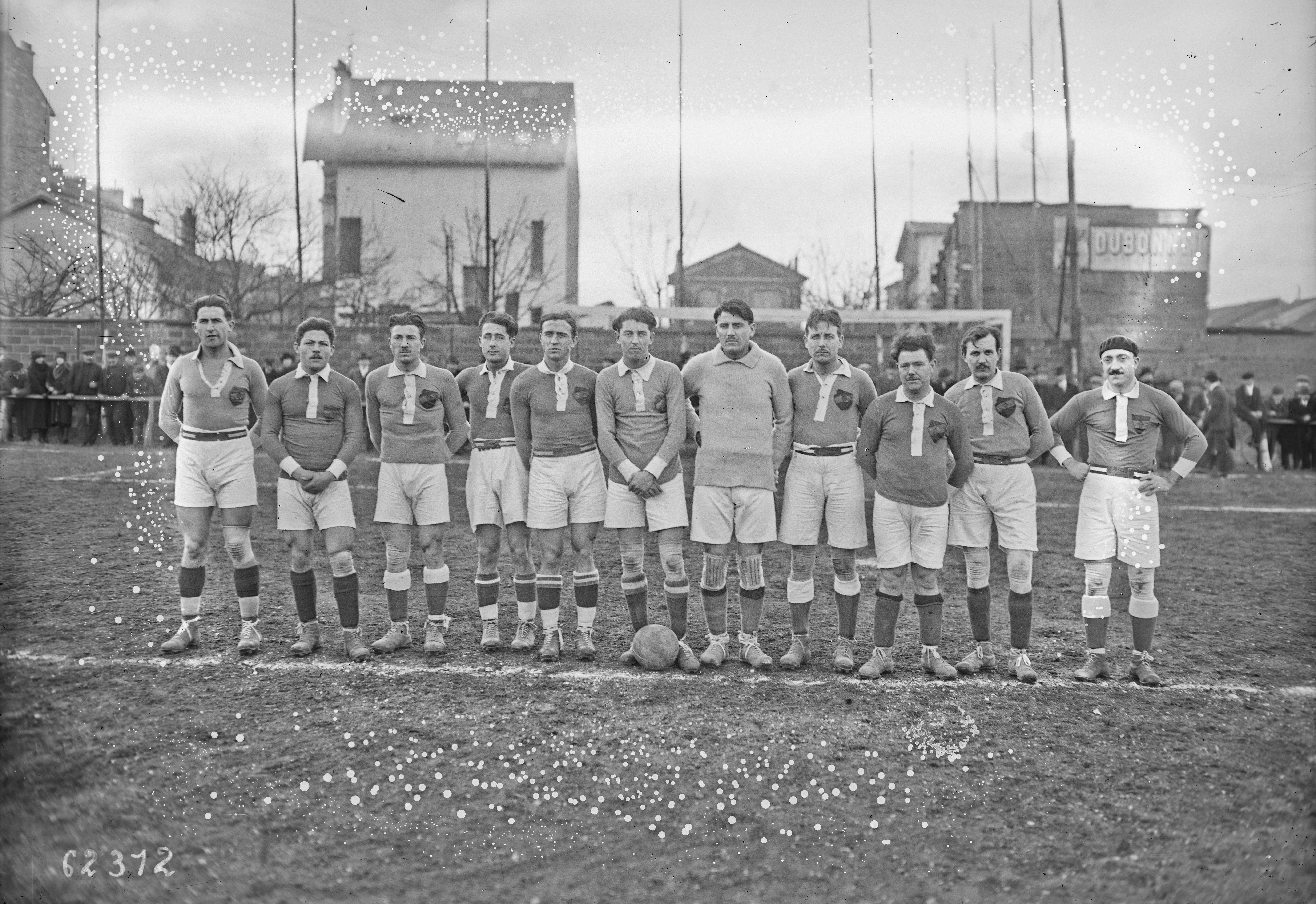
L'Olympique en 1920. Devaquez est le 2e en partant de la gauche.

En 1916, à 17 ans, il rejoint l'Olympique. Il y remporte le Challenge de la renommée en 1917, puis la première édition de la Coupe de France (alors baptisée « Coupe Charles-Simon ») en 1918 (3-0 face au FC Lyon). Son équipe atteint de nouveau la finale de la Coupe de France en 1919 et 1921, mais s'y incline respectivement face au CA Société générale (2-3 a. p.), malgré un but de sa part, et au Red Star Amical Club (1-2). Lors de cette dernière finale, Devaquez a l'occasion de marquer sur pénalty mais le célèbre gardien Pierre Chayriguès, de retour après deux ans de convalescence, arrête son tir. Son équipe remporte également la deuxième édition du championnat de Paris en 1921, devant le Red Star.
Devaquez fait ses débuts en équipe de France en janvier 1920, lors du premier match dirigé par la Fédération française de football (FFFA), qui se solde par une nette défaite en Italie (4-9, Devaquez réalisant une passe décisive). Il inscrit son premier but sous le maillot bleu lors de sa deuxième sélection, en février contre la Suisse (2-0), et devient en titulaire indiscutable de la sélection pendant plusieurs années. Avec la France il participe trois fois aux Jeux olympiques : en 1920 à Anvers, en 1924 à Paris et en 1928 à Amsterdam. Il dispute lors de ces trois Olympiades les cinq matchs de la France, dont la défaite de 1924 face à l'Uruguay (1-5), alors considérée comme la meilleure équipe du monde. 
Le 11 mars 1928, lors d'un match France-Suisse, Jules Devaquez bat le record de sélections jusque là détenu par Raymond Dubly, avec 31 sélections. Il dispute sa 41e et dernière sélection en mai 1929 face à la Belgique. Il a inscrit douze buts avec les Bleus, dont il a été capitaine à quatre reprises. Son record de sélections tient jusqu'en 1938, où il est dépassé par Étienne Mattler.
En 1924, Devaquez signe à l'Olympique de Marseille, en Ligue du Sud-Est, le dernier vainqueur de la Coupe de France. Avec ce transfert, Devaquez profite de l' « amateurisme marron » qui se développe dans le football français, en se voyant offrir un emploi de complaisance. En concurrence avec le FC Cette dans leur région, les Marseillais remportent la Coupe de France en 1926 (contre l'AS Valentigney, battue 4-1 avec un doublé de Devaquez) et 1927 (contre l'US Quevilly, battue 3-0 avec un nouveau but de Devaquez), et la Division d'Honneur du Sud-Est en 1927, 1929 et 1930. 
En 1930, Devaquez signe à l'OGC Nice. Il est possible qu'il ait fait encore partie du club en 1932-1933, quand le club niçois participe à la première édition du championnat de France de football professionnel, mais n'a semble-t-il pas disputé de match avec l'équipe fanion,.
Il devient entraîneur avec l'introduction du statut professionnel en France, d'abord à l'AS Béziers, comme entraîneur-joueur, lors de la première édition de la Division 2 en 1933-1934 (le club dissout sa section professionnelle en fin de saison). En 1936-1937, il dirige l'équipe du SO Montpellier, en Division 2.
Après-guerre, il est l'entraîneur du FC Grenoble en 1942-1943 et 1945-1946 (en D2), puis de l'Olympique de Marseille, son ancien club, en 1946-1947 (sa seule saison en D1 comme entraîneur, terminée au 6e rang, avec 18 victoires en 41 matchs toutes compétitions confondues). La suite de sa carrière est moins certaine : il semble diriger l'AS Aix en 1947-1948, en DH Sud-Est "Est", puis l'équipe de football de Lyon OU la saison suivante, en D2, un an avant que les footballeurs du club ne fassent sécession pour créer l'Olympique lyonnais.
Il se retire alors du milieu du football et s'installe comme concessionnaire Renault à Lyon.

## Palmarès de joueur
- Coupe de France (3)
  - Vainqueur en 1918 avec l'Olympique
  - Vainqueur en 1926 et 1927 avec l'Olympique de Marseille
  - Finaliste en 1919 et 1921 avec l'Olympique
- Division d'honneur de Paris (1)
  - Vainqueur en 1921 avec l'Olympique
- Division d'Honneur du Sud-Est (3)
  - Vainqueur en 1927, 1929 et 1930 avec l'Olympique de Marseille
- Football aux Jeux olympiques
  - Trois participations en 1920, en 1924 et en 1928
  - Meilleures performances : demi-finaliste en 1920, et quart de finaliste en 1924